# 图特娅·耶尔马兹
图特娅·耶尔马兹（土耳其語：Tutya Yılmaz，1999年6月4日—）生于伊斯坦布尔，是一名土耳其女子体操运动员。她在四岁时开始接触体操，当时父亲一度希望她练习田径，然而她在发现体操的乐趣后决定练习体操而非田径。后来家人察觉到她的才能后，便让她和更年长的女孩一起训练。耶尔马兹在职业生涯期间曾参加2014年南京青奥和2016年里约奥运，其中2014年南京青奥闯入个人全能、自由体操和跳马三个项目的决赛，分别获得第10名、第8名和第8名，2016年里约奥运则未能进入任何小项的决赛。在2019年世界競技體操錦標賽结束后不久，耶尔马兹宣布退役。